# Liste des évêques de Luçon
La liste des évêques de Luçon recense les noms des évêques qui se sont succédé sur le siège épiscopal de Luçon, en Vendée depuis la fondation de l'abbaye de Luçon au XIe siècle. En 1317, le pape Jean XXII scinda le diocèse de Poitiers et créa le diocèse de Luçon (Dioecesis Lucionensis) et celui de Maillezais. L'abbé de Luçon, Pierre de La Veyrie, fut promu évêque.

## Les abbés
- 1040-1060 : Jean Ier, Johannes
- 1060-1091 : Giraud Ier, Giraudus
- 1091-1100 : Geoffroy, Goffredus
- 1100-1110 : Renaud Ier,Rainaldus
- 1110-11?? : Daniel
- 11??-1120 : Giraud II, Giraudus
- 1120-1129 : Gerbert, Gibertus
- 1129-1140 : Arbert, Arbertus
- 1140-1182 : Guy Ier
- 1182-1198 : Guillaume Ier, Guillelmus
- 1198-1216 : Évrard, Evrardus
- 1216-1220 : Hugues
- 1220-1286 : Maurice
- 1286-1317 : Pierre Ier de La Veyrie  (ou Petrus de Vereya)

## Les évêques

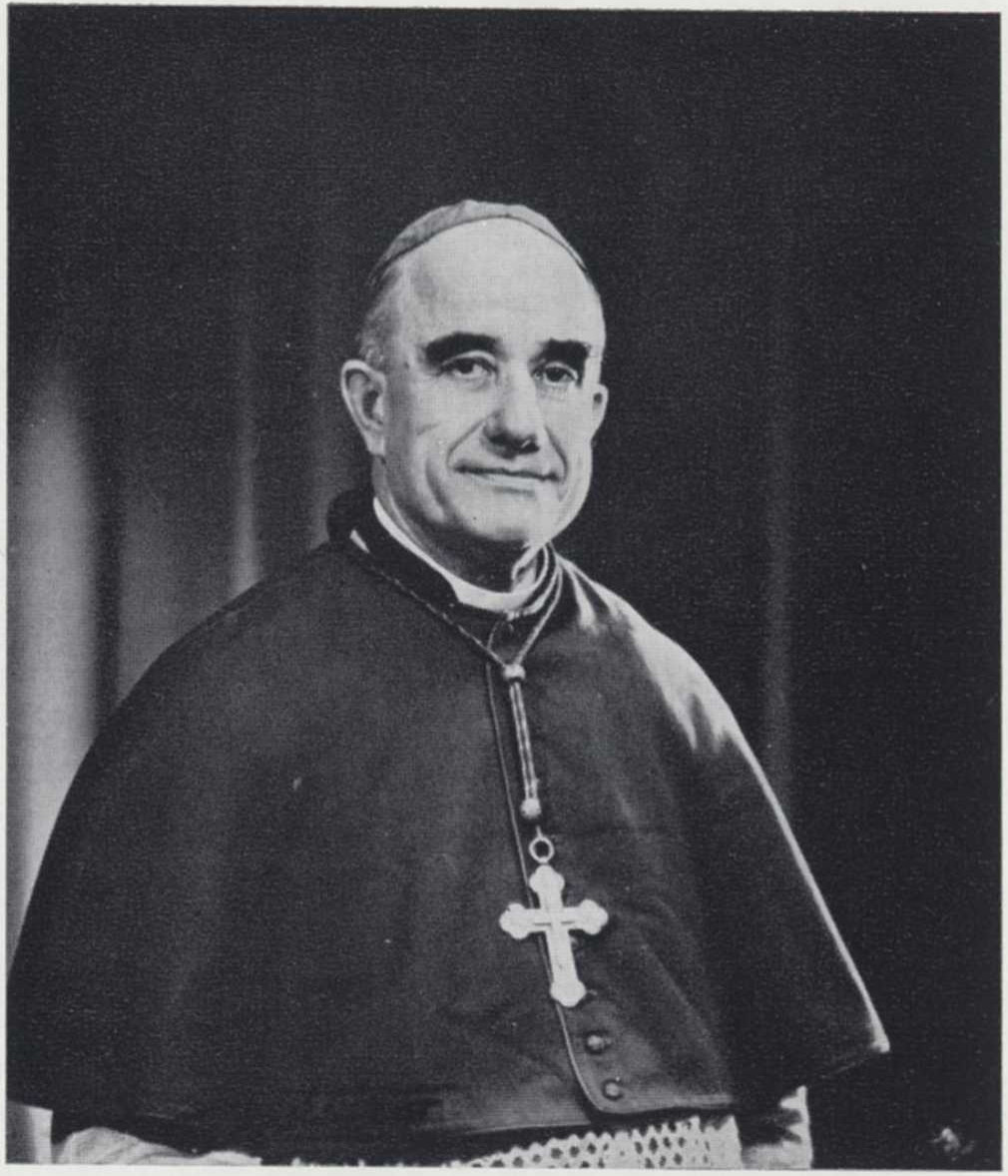
Antoine-Marie Cazaux.

- 13 août 1317-1334 : Pierre Ier de La Veyrie (ou Petrus de La Veyrie, ou de La Voyère[1]), ancien abbé de Luçon, promu évêque.
- 16 mai 1334-† 12[2] mars 1353 : Renaud II de Thouars
- 5 mai-21 novembre 1354 : Jean II (ou Joannes)
- 1354 : Gautier
- 19 juin 1357 : Guy II
- 1373 : Elias Ier
- 1373-† 27 janvier 1387 : Guillaume II de La Rochefoucauld (ou Guido[3])
- 4 mars 1388-1409[4] : Étienne Loypelli (ou Stephanus)
- 1409-† octobre 1418 : Germain Paillard
- 4 mai 1421-† 22[5] février 1427 : Elias II Martinelli
- 1427-1431 : Guillaume III Gojon  (ou Guilielmus)
- après 1431-† 17 octobre 1441: Jean III Fleury (ou Joannes)
- 1441-† 1er octobre 1451 : Nicolas Ier Cœur (ou Nicolaus), frère de Jacques Cœur.
- ?-† 16 février 1462 : André de La Roche (ou Andreas)
- ?-† 27 décembre 1490 : Nicolas II Boutault (ou Nicolaus)
- 1496-† 9 septembre 1514 : Pierre II de Sacierges (ou Petrus)
- 1514-† avril 1523 : Ladislas du Fau[6]
- 1523-1524 : Jean IV de Lorraine
- 11 janvier 1524-6 juillet 1527 : Louis de Bourbon-Vendôme (ou Ludovicus)
- 6 juillet 1527-1541 : Milon d'Illiers (ou Milo)
- 1553-1562 : René Ier de Daillon du Lude[7] (ou Renatus)
- 1562-1573 : Jean-Baptiste Tiercelin
- 1578-1584 : René II de Salla (ou Renatus)
- 1584-1592 : Jacques Ier du Plessis de Richelieu (ou Jacob[8], ou Jacobus[9])
- 1595-† 1600 : François Ier Hyvert[10]
- ?-1605 : Alphonse-Louis du Plessis de Richelieu, renonce en faveur de son frère. Il sera créé cardinal le 19 novembre 1629.
- 1605[11]-29 avril 1624 : cardinal (5 septembre 1622) Armand Jean du Plessis de Richelieu, le célèbre ministre de Louis XIII.
- 24 juin 1624-? : Emery de Bragelongne
- 25 janvier 1637-† 10[12] février 1661 :  Pierre III Nivelle (ou Petrus)
- 8 février[13] 1661-16 juillet 1671 : Nicolas III Colbert[14] (ou Nicolas de Colbert[15])
- 22 novembre 1671[16]-† 6[17] ou 7[18] mai 1699 : Henri de Barillon
- 6 juin[19] 1699-† 23 mai 1723 : Jean-François Salgues de Valdéries de Lescure[8] (ou Joannes-Franciscus l'Escure de Valderil[9], ou Jean-François e L' Escure de Valderil[15])
- 17 octobre 1723[20]-† 3 novembre 1736 : Michel Ier Celse-Roger de Bussy-Rabutin (ou Michel-Celse-Roger de Rabutin de Bussy[15]), élu à l'Académie française le 21 février 1732.
- 1737[21]-† 1er novembre 1758 : Samuel-Guillaume de Verthamon de Chavagnac[14] (ou Guillaume-Samuel de Verthamon de Chavagnac[15])
- 1758[22]-† 27 octobre 1775 : Claude-Antoine-François Jacquemet-Gaultier d'Ancyse[23] ou Claude-Antoine-François-Jacquemet Gaultier d'Ancyse[15] (ou Claude-Jacquemet Gautier[8], ou Claude-Jacquemet Gauthier[9])
- 17 novembre 1775[24]-24 octobre 1801 : Marie-Charles Ier Isidore de Mercy (ou Maria-Carolus-Isidorus)

Le siège a été supprimé entre le 29 novembre 1801 et le 6 octobre 1821. Pendant cette période, le territoire du diocèse supprimé est rattaché à celui du diocèse de La Rochelle.
- 14 novembre 1817[26]-† 5 mai 1845 : René-François Soyer (ou Renatus-Franciscus)
- 15 août 1845[27]-21 février 1856 : Jacques II Marie-Joseph Baillès (ou Jacobus-Maria-Josephus)
- 5 mars 1856[28]-20 février 1861 : François II Antoine-Auguste Delamare[14] (ou Franciscus-Antonius-Augustus, ou François-Augustin Delamare[15])
- 5 juin[29] 1861-25 novembre 1874 : Charles II Théodore Colet (ou Carolus-Theodorus)
- 11 janvier[30] 1875-30 juillet 1877 : Jules-François Lecoq[31] (ou Jules-François Le Coq[9]), transféré à Nantes.

- 21 août[32] 1877-† 28 novembre 1915 : Nicolas IV Clovis-Joseph Catteau[15] (ou Nicolaus-Clodoveus-Josephus Catteau[9], ou Nicolas-Clodwig-Joseph Catteau[8])
- 27 mai[33] 1916-† 30 janvier 1940 : Gustave-Lazare Garnier
- 11 octobre[34] 1941-4 juillet 1967 :  Antoine-Marie Cazaux
- 4 juillet 1967-25 mars 1991 : Charles III Auguste-Marie Paty
- 25 mars 1991-7 décembre 2000 : François III Garnier (François-Charles Garnier), transféré à Cambrai.
- 19 juin[35] 2001-4 septembre 2007 : Michel II Santier (Michel-Léon-Émile Santier), transféré à Créteil.
- 14 avril[36] 2008-12 octobre 2017 : Alain Castet (renonciation pour raison de santé[37])
- Depuis le 29 mai 2018 : François Jacolin